# De Hoop (Klarenbeek)
De windkorenmolen De Hoop staat aan de Molenweg in het Nederlandse dorp Klarenbeek (in de gemeente Voorst in de provincie Gelderland). Het is een achtkante stellingmolen, gedekt met riet en met een uit baksteen opgemetselde stelling. De molen is gebouwd in 1905.
De Hoop heeft twee koppels maalstenen, waarvan een elektrisch aangedreven. De wieken zijn voorzien van het systeem van Bussel met Ten Have-kleppen op de binnenroede en met systeem Fauël op de buitenroede. Op het spoorwiel is een rij kammen aanwezig die tijdens de oorlogsjaren is aangebracht om een elektrische generator aan te drijven.
Op zaterdagen is de molenwinkel geopend.

## Foto's

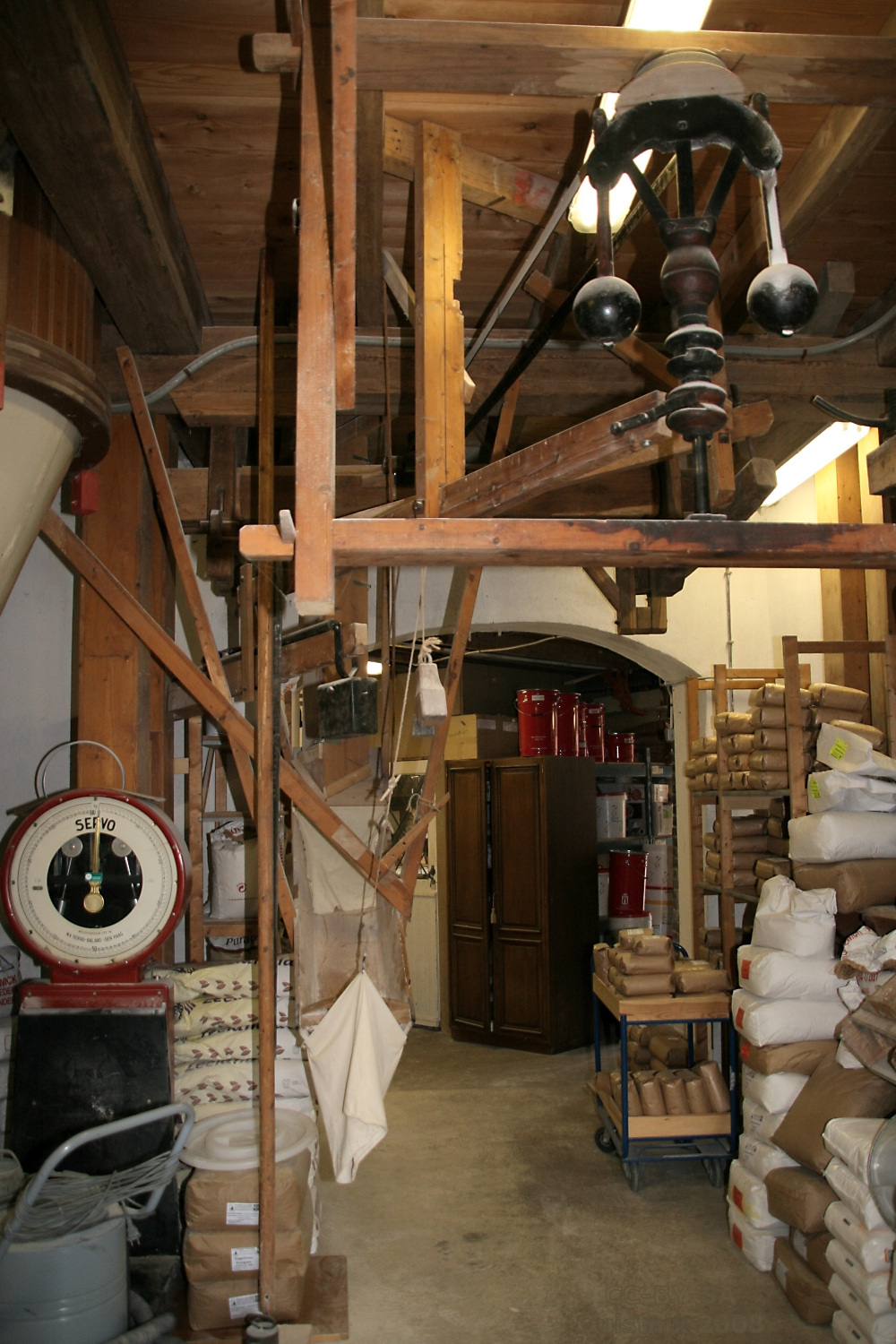
Interieur
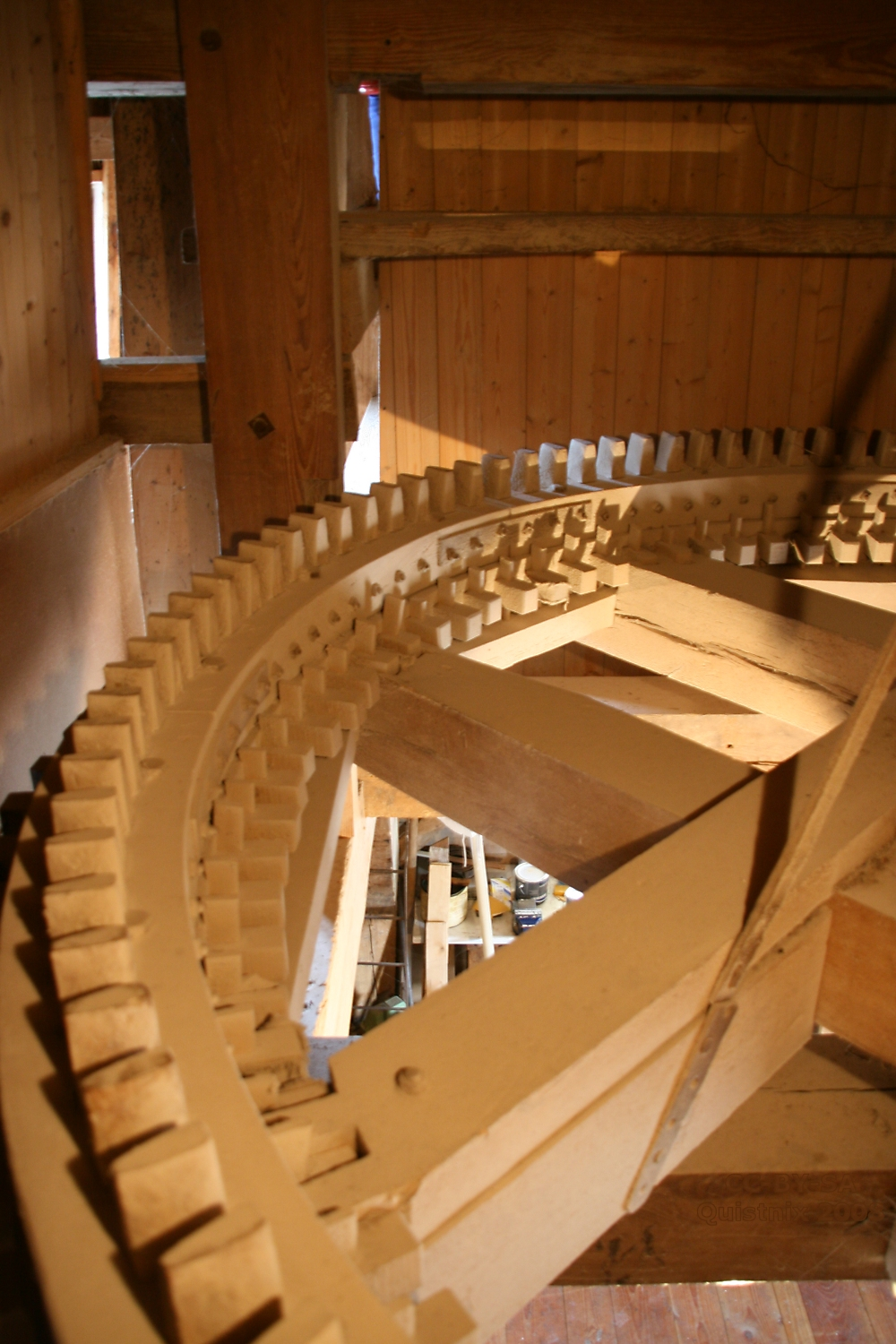
Spoorwiel met extra kammen